# Galaxias Chaos

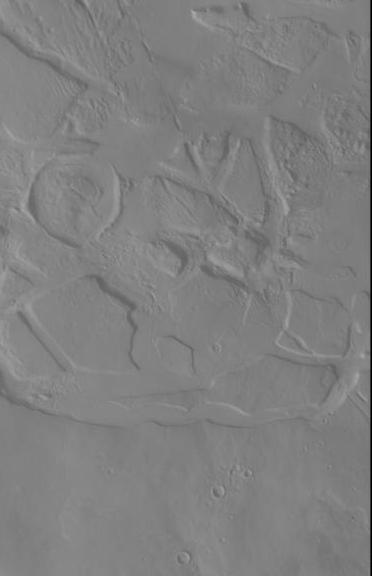
Imatge de la Galaxias Chaos.

Galaxias Chaos és una estructura geològica del tipus chaos a la superfície de Mart, situada amb el sistema de coordenades planetocèntriques a 34.13 ° de latitud N i 148.86 ° de longitud E. Fa 234.48 km de diàmetre. El nom va ser fet oficial per la UAI l'any 1985 i el pren de la característica d'albedo.